# Czachorowo (województwo mazowieckie)
Czachorowo – wieś w Polsce położona w województwie mazowieckim, w powiecie sierpeckim, w gminie Gozdowo. Ma status sołectwa.
W latach 1975–1998 miejscowość administracyjnie należała do województwa płockiego.
Pierwsza wzmianka o wsi pochodzi z 1305 roku (dokument erygujący parafię Gozdowo). 
Z Czachorowa wywodzą się Czachorowscy, nazwisko ukształtowało się w XVI wieku, w czasie migracji niektóre linie zmieniły nazwisko na: Czacharowscy, Ciachorowscy, Chacorowski (Brazylia). Z różnych dokumentów wynika, że Czachorowscy pieczętowali się herbem Rogala, Cholewa, Korab, Abdank, Trąby